# موزولیمین
موزولیمین (انگلیسی: Muzolimine) یک داروی دیورتیک لوپ است. این دارو یک دیورتیک پیرازول است که برای درمان فشار خون بالا استفاده می‌شد، اما به دلیل عوارض جانبی شدید عصبی در سراسر جهان کنار گذاشته شد.